# Dodekablennos
Dodekablennos is een monotypisch geslacht van straalvinnige vissen uit de familie van naakte slijmvissen (Blenniidae). Het geslacht is voor het eerst wetenschappelijk beschreven in 1978 door Springer & Spreitzer.

## Soort
- Dodekablennos fraseri Springer & Spreitzer, 1978